# ジャガー・Eタイプ
Eタイプ（E-type）は、イギリスの高級車メーカージャガーが1961年から1975年にかけて販売したスポーツカーである。

## 概要
ジャガーXKシリーズに替わってジャガーのスポーツ/GTラインナップを担う車として開発され、1961年にジュネーブショーにて発表された。それまでCタイプやDタイプのレースでの活躍によりスポーティなイメージが強まっていたジャガーは、そのイメージを利用するためXKの後継車にXKの名称を用いずレーシングカーとしてのつながりを示す「Eタイプ」という名称を用いた。
流麗なデザインと卓越した性能、それでいてライバル車よりも安価でEタイプは大きな人気を博し、特にアメリカでは大ヒットとなった。
その空力を意識したデザインはマルコム・セイヤーによるものである。
エンジンは当初3,781ccの直列6気筒DOHCで、後に4,235ccへと排気量が引き上げられ、最終的には5,343ccのV型12気筒SOHCが搭載された。当初は4速MTのみだったが、途中からは3速ATを選べるようになった。ボディーは全モデルを通じてモノコックとチューブラーフレームが併用されていた。
後年は主に最大のマーケットであったアメリカの安全基準を満たすためシリーズ2・シリーズ3へとモデルチェンジを行ったが、当初の美しいデザインは次第にスポイルされていった。

## Eタイプの変遷
Eタイプは、その14年の歴史の中で、大きなモデルチェンジを3回行った。それに応じシリーズ1からシリーズ3の名称が与えられている。シリーズ1の時代にはマイナーチェンジを2回行っている。ここでは、その計5回のモデルチェンジごとに、それぞれのモデルの特徴について触れていく。

### E2A
1960年のル・マン24時間レースに、「E2A」という車両がブリッグス・カニンガム・チームからダン・ガーニー/ウォルト・ハンスゲン（Walt Hansgen ）組で出場、最高速度は247km/hに達し、序盤には一時3位を走行して注目を集めた。この車両は、当時Dタイプに代わる新しいスポーツカーの開発を進めていたジャガーが製作したプロトタイプであったが、トラブルが重なり10時間で85周目にリタイヤした。これの生産型がEタイプとして1961年にデビューすることとなった。

### シリーズ1 3.8リットル

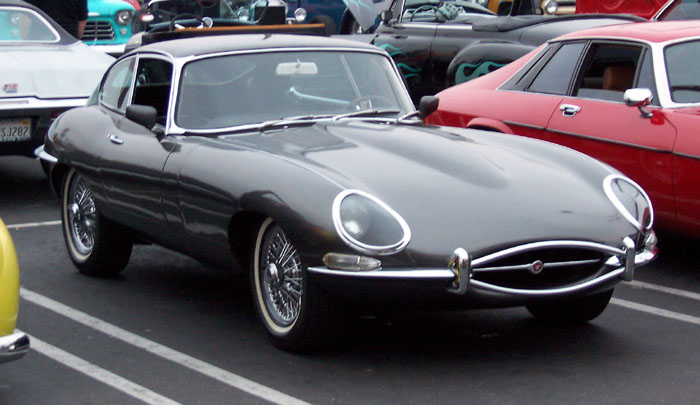
シリーズ1 クーペ

1961年、ジュネーブショーにて華々しいデビューを飾ったEタイプは、美しいボディラインのみならず、当時としては夢のような最高速度240km/hを標榜し、人々の憧れの的となった。ボディーはオープン2シーターとクーペの2つから選ぶことができた。前者はロードスターの名で呼ばれることが一般的である。
エンジンは内径φ87mm×行程107mmで3,781cc、圧縮比9.0、直列6気筒DOHCのXKエンジンに3連SUキャブレターを搭載しモス製の4速MTの組み合わせで265hp/5,500rpm、36.0kgm/4,000rpmと発表されたが、同様のエンジンを積むジャガー・Mk-2がツインキャブではあるものの220hp/5,500rpmであるところから現在では疑問視されている。ブレーキはダンロップ製のディスクブレーキ、サスペンションは4輪独立懸架（フロントがダブルウイッシュボーンにトーションバー、リアは2本ずつのショックアブソーバーとコイルスプリングを備えた変形ダブルウイッシュボーン）を採用していた。なおこの形式はXJシリーズにも踏襲され、少しずつ形を変えながら1990年代まで生き永らえた。ステアリングはラック・アンド・ピニオンであった。ホイールはセンターロック式のワイヤーホイールが標準で用意されていた。
このモデルにおいては容量不足のブレーキと、古い設計で1速がノンシンクロであったモス製トランスミッションが不評だった。また内装においてはグランツーリスモとしては不充分なバケットシート、またセンターコンソールの欠如が顧客の不満を招いたようである。ジャガーとしては新たな試みで美しくスポーティではあった内装のアルミニウム製パネルも高級感という点においては今ひとつであった。
最初期のモデルには通称「フラットフロア」と呼ばれるモデルが存在する。これは運転席床パネルが文字通りフラットなモデルで、発売開始から1年も作られていないためマニアの間ではかなりの希少価値があるとされている。しかし実際は運転の際にペダル操作がしにくいため、敬遠する向きもあるようだ。これ以降のモデルはフットウェル（かかとを置くスペース）が設けられ、フロアは若干下に飛び出ることとなり、外観からも見分けることが可能である。

### シリーズ1 4.2リットル

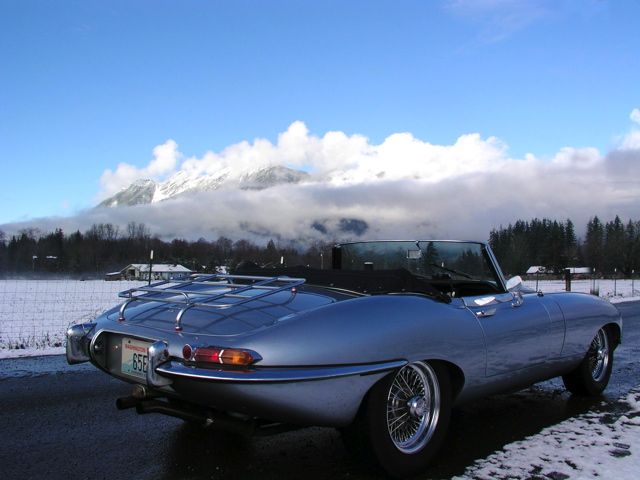
シリーズ1 4.2 ロードスター

1964年10月にシリーズ1はマイナーチェンジを受けた。主な変更点はエンジン、トランスミッション、内装、そしてブレーキである。しかし見た目にはほぼ何も変わっていなかった。
エンジンは内径φ92.1mm×行程106mmで4,235ccへと排気量を引き上げられた。最大出力こそ265hp/5,400rpmであったが最大トルクは39.1kgm/4,000rpmと大幅に向上し扱いやすくなった。キャブレターにも若干の変更があり、排気マニフォールドも若干の変更を受けた。
モス製トランスミッションは自社製のフルシンクロ4速MTへと換装され、すばやいシフト操作が可能となった。ブレーキはダンロップ製からロッキード製へと変わり、パフォーマンスは若干向上した。
見た目に最も変わったのは内装である。シート形状は見直され、薄いバケットシートからたっぷりとしたクッションの容量を持ったシートへと変更された。また内装に使われていたアルミパネルは姿を消し、センターパネルは黒のビニールで覆われた。コンソールボックス兼肘掛も設置された。いずれもグランドツアラーにふさわしい変更であり、快適性は飛躍的に向上した。
元来、ロードスターではトランクリッドに、クーペではテールゲートに設置されていた「Jaguar」のエンブレムに加え、そのエンブレムの上に「E Type」、下には「4.2」のエンブレムが追加された。
なお1966年のジュネーヴショーで2+2がデビューしロードスター、クーペと併売された。これは2人乗りクーペのホイールベースを伸ばし、さらにルーフラインを高くすることによって+2の後席を稼ぎ出したモデルである。このモデルはホイールベースの延長によりドライブトレーンを搭載するスペースにゆとりができたため、4速MTに加えてボルグワーナー製3速ATを選択できるようになった。このモデルは後席とATにより更に実用性が高まり、更なる顧客を増やすことに貢献した。

### シリーズ1½ 4.2リットル

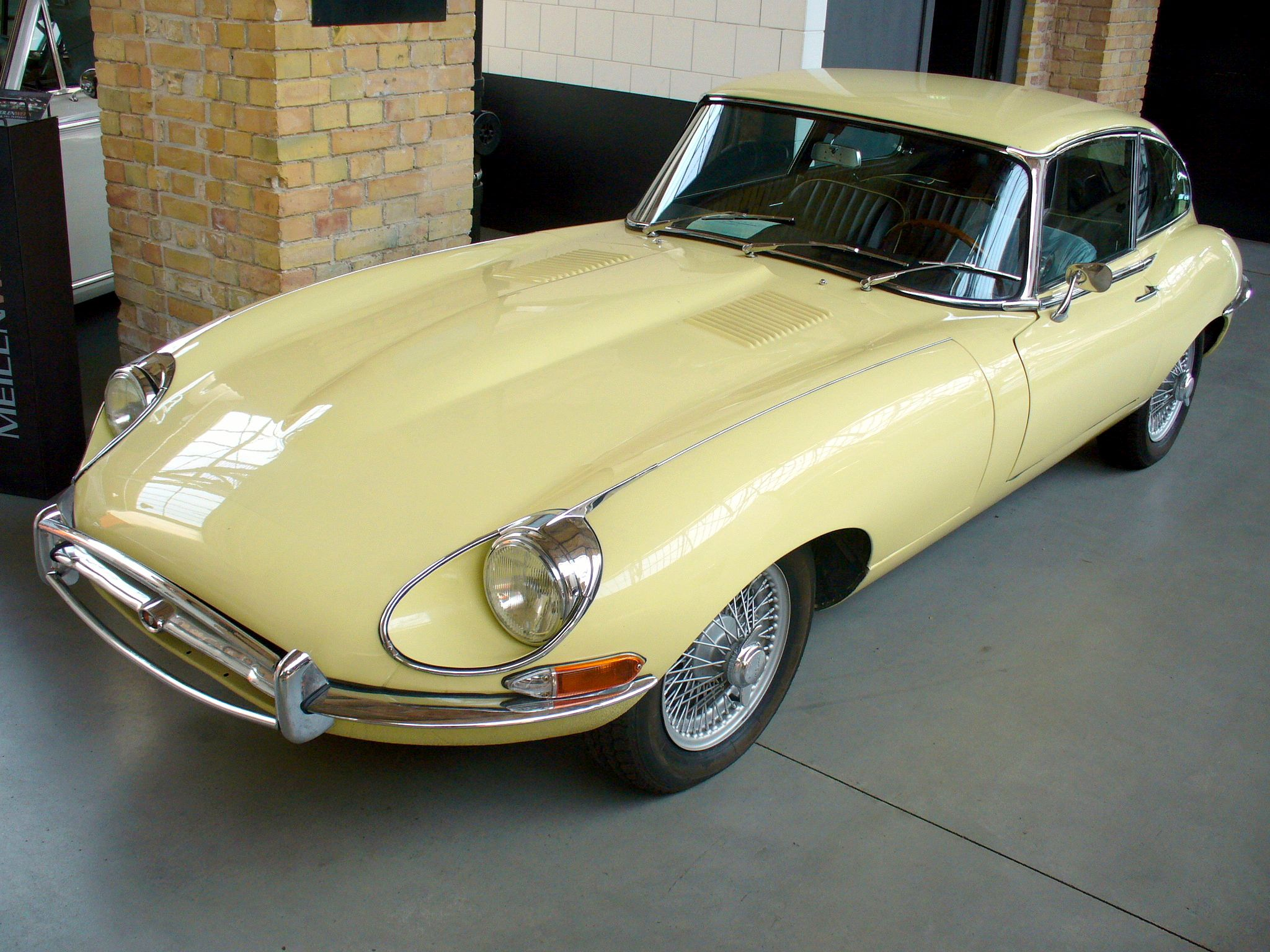
シリーズ1½クーペ

1967年から1968年にかけて、1年弱の間にシリーズ1はアメリカ連邦安全基準に適合させるための変更を徐々に行った。このモデルは正式にはシリーズ1なのであるが、シリーズ2との共通点が数多くあるため、後年マニアより中間のモデルとして「シリーズ1½」と呼ばれるようになっている。
国外向けと国内向けで変更点が異なったり、1年弱かけて少しずつ変更したため様々な仕様があり、一概にいつどのような変更が行なわれたのかを説明することは専門家にも難しい。外観において最も大きく変更を受けたのは前照灯であり、ボディラインに溶け込むようなデザインを生んでいたガラスカバーが取り除かれた。ホイールのスピンナーは「耳」がなくなったため、ホイールの取り外しのためにはアダプターが必要になった。また、アルミのポリッシュ仕上げの美しいエンジンのヘッドカバーは、黒とシルバーに塗装されたものへと切り替えられた。内装・電装品に関してはハザードスイッチが新設されたことと、スイッチがトグル式からロッカー式に切り替えられたことが主な変更点である。

### シリーズ2 4.2リットル

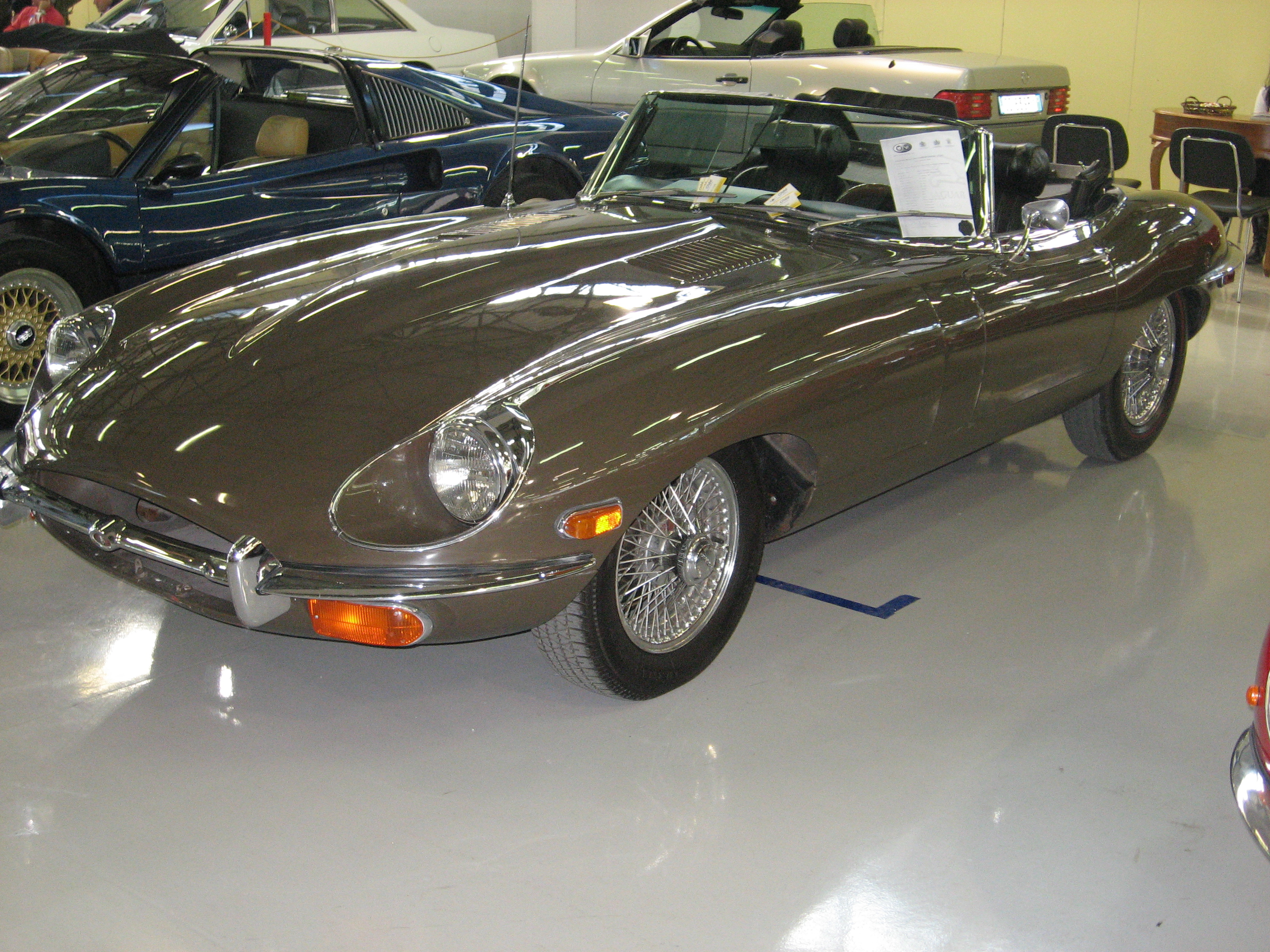
シリーズ2 ロードスター

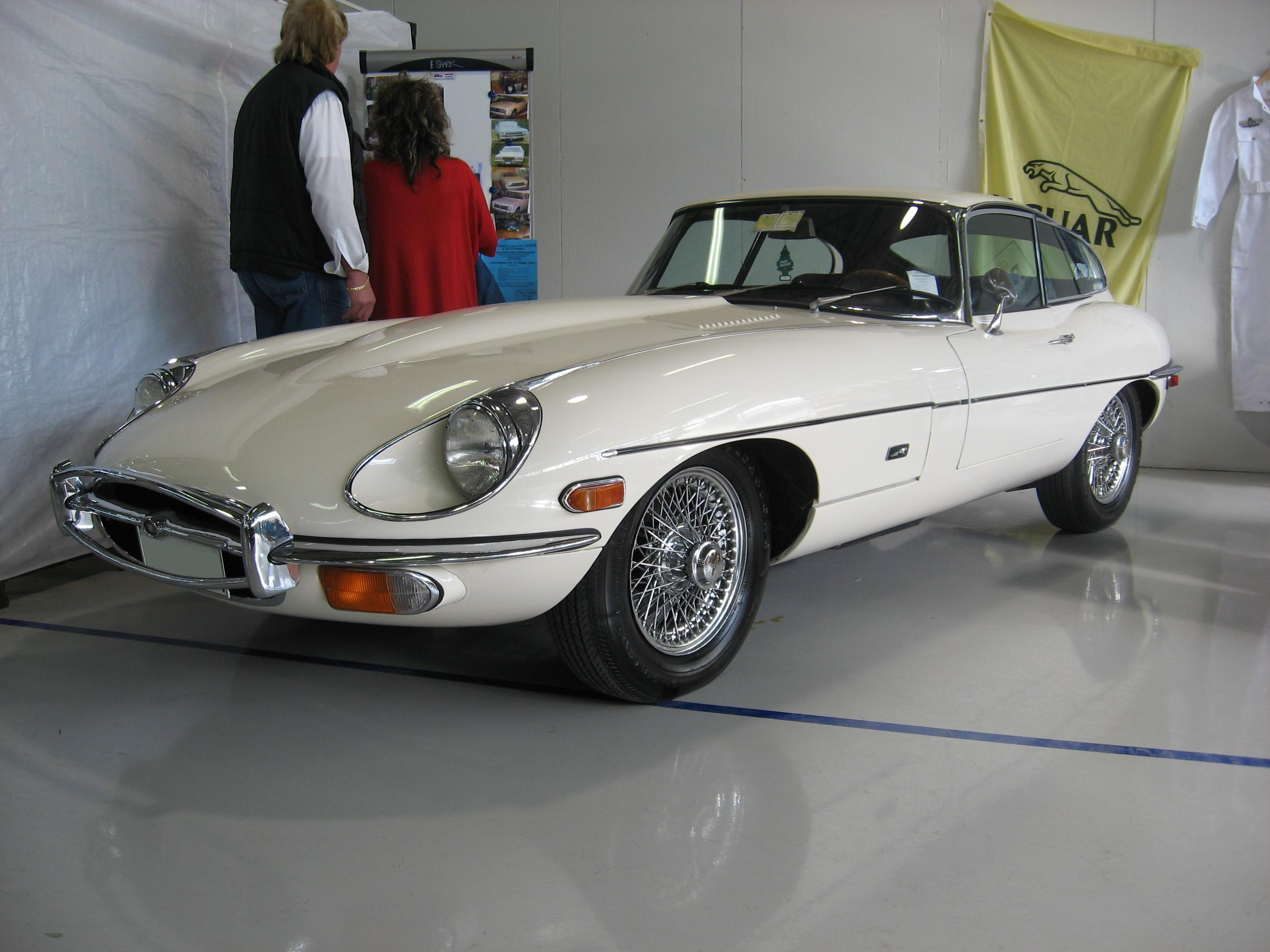
シリーズ2 クーペ

1968年10月にEタイプはシリーズ2へと進化した。外観の変更は主にアメリカ連邦安全基準に合わせたためだったが、機能上の問題から変更された部分もあった。現在デザイン面においてあまり人気がないことは否めないが、しかし最も実用に耐えるEタイプである。変更点は多岐にわたり、シリーズ1に存在した様々な欠点が払拭されている。
このモデルチェンジで最も目立つ変更点は灯火類である。前照灯のカバーはシリーズ1½と同様取り去られ、明度を確保するために前照灯ユニット自体が前進した。前照灯ユニットの上からボンネットに沿ってクロームメッキのラインが追加されている。フロントの方向指示器およびリアのブレーキランプと方向指示器はそれぞれバンパーの下へと場所を移し、それぞれ大型化された。
ボディ関係ではバンパーの形状および位置が見直された。リア、フロントともに大型化され、リアバンパーは位置が上げられた。フロントバンパーの中央部、ラジエーターグリルの前には1本太いバーが通され、ジャガーのマークはその上に移動された。ラジエーターグリル自体も大型化され、冷却効率が上がった。特徴的であった3本のワイパーは一般的な2本に改められた。
ブレーキはロッキード製からガーリング製に変えられ、制動力が飛躍的に上がった。ホイールのスピンナーの耳は、シリーズ1½と同様、歩行者を引っ掛けないようにという目的からなくなり、ホイールを外すときにはアダプターが必要になった。
内装においてはシートがリクライニングになり、ヘッドレストがオプションで選べるようになった。スイッチ類はシリーズ1½で採用となったロッカー式が引き続き採用された。
エンジンはシリーズ1から引き続き使われた直列6気筒の4,235ccであるが、シリーズ1½で触れたようにエンジンのカムカバーが美しいポリッシュ仕上げではなくなり、黒とシルバーに塗装されたものへと換えられた。ヨーロッパ仕様はSUの3連キャブレターを採用していたが、アメリカ仕様では排気ガス規制への対策からゼニス・ストロンバーグ製キャブレター2基を搭載することを余儀なくされ、パフォーマンスはかなり低下した。一方ラジエーターは容量がアップし、オーバーヒートの心配がなくなった。特に暑い国ではラジエーターグリルの大型化とあいまってかなり信頼性が向上した。トランスミッションもシリーズ1の4,235ccと同様である。
ボディータイプは引き続きロードスター、クーペ、2+2の3種から選べた。2+2はフロントガラスの形状が見直され、傾斜がかなり強まった。

### シリーズ3 5.3リットル

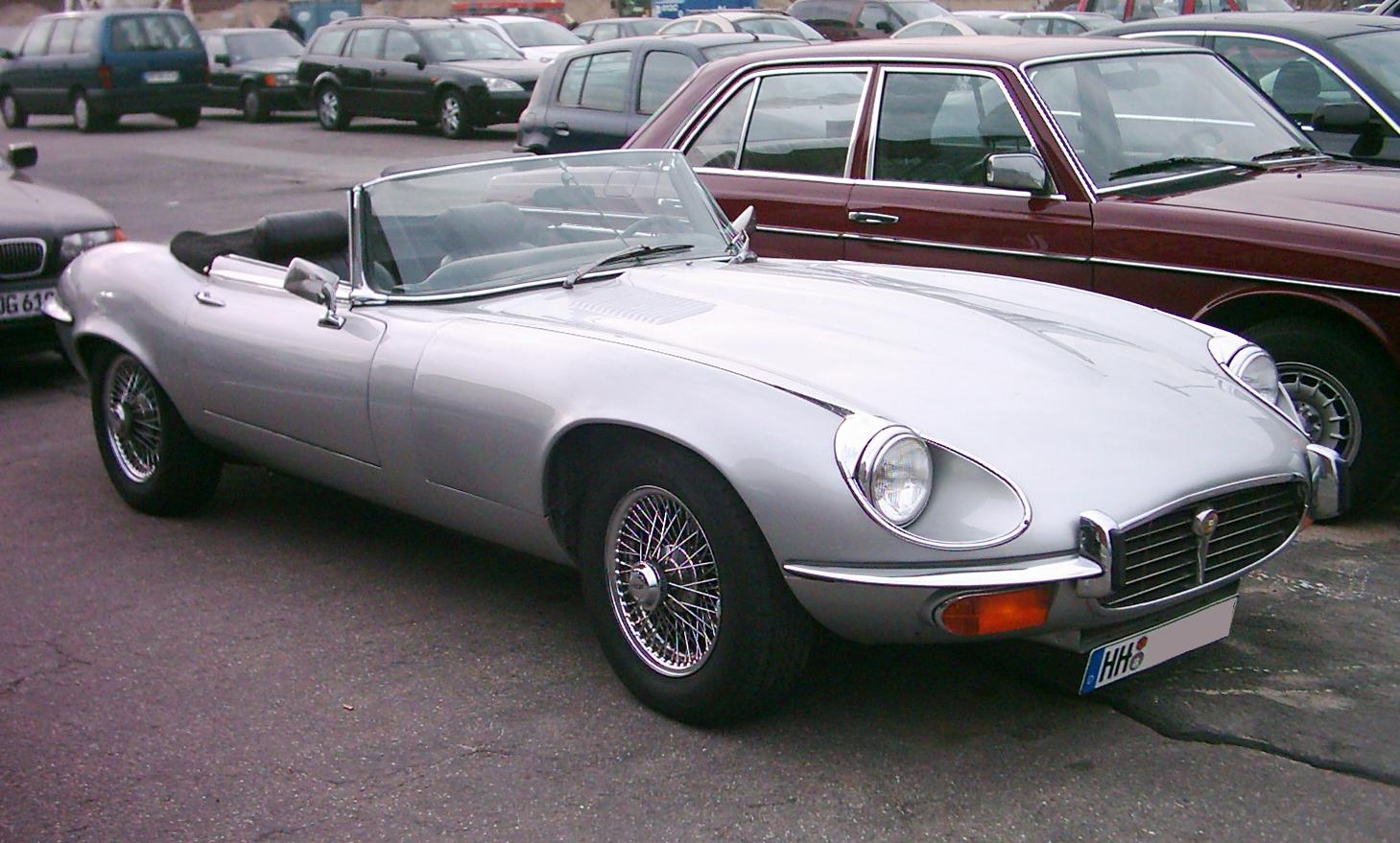
シリーズ3 ロードスター

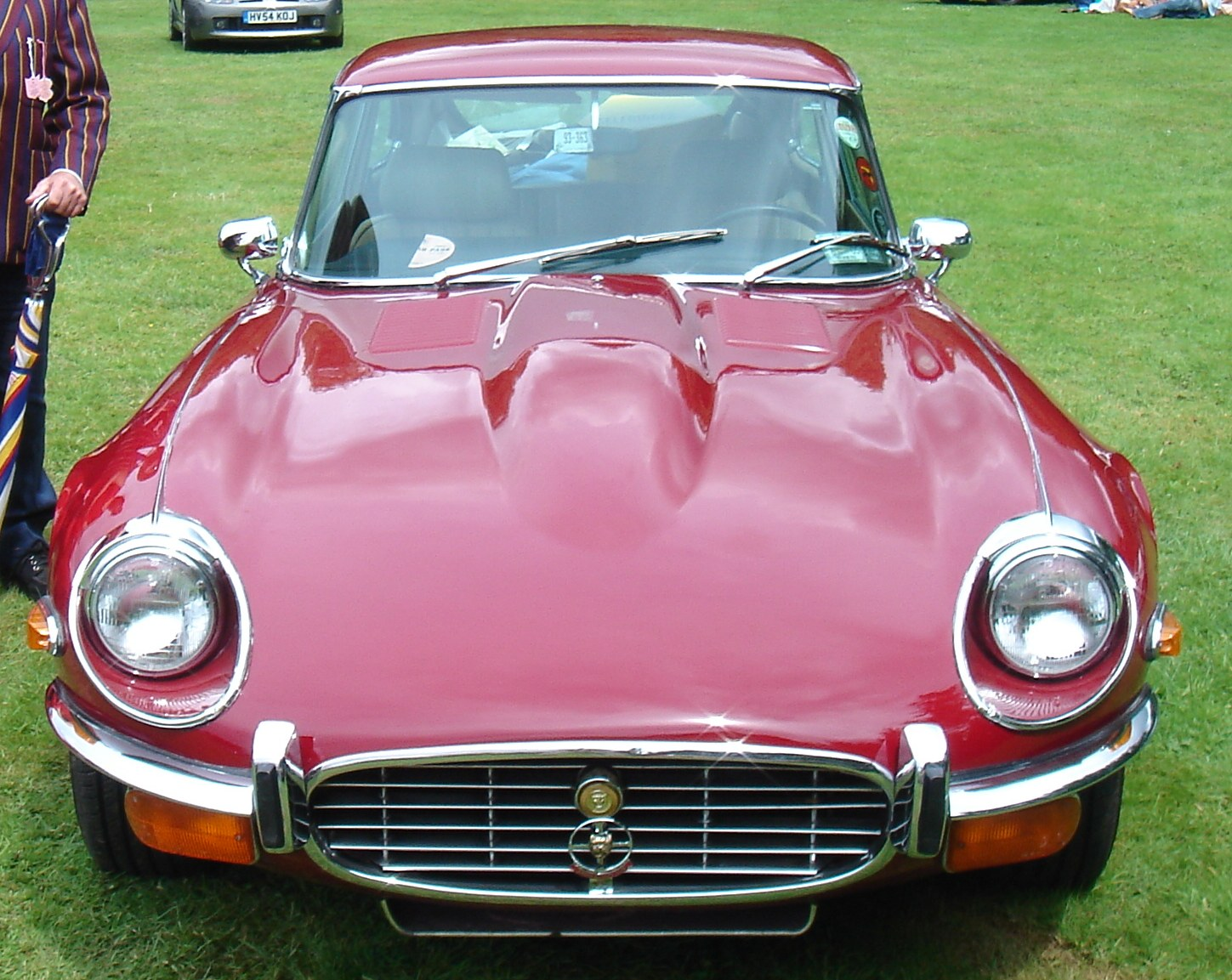
シリーズ3 2＋2

シリーズ2の生産が終わってしばらく後の1971年10月、シリーズ3は発売を開始した。アメリカの安全基準に適合させるために骨抜きになったEタイプはエンジンをウォルター・ハッサンとウォーリー・マンディにより設計された内径φ90.0mm×行程70.0mmで5,343cc、圧縮比9.0の新開発V12気筒エンジンに置き換えることでそのパフォーマンスを回復した。キャブレターはゼニス・ストロンバーグ175CDSEを片バンク2機ずつ備え、272hp/5,850rpm、42.0kgm/3,600rpm。アルミブロックを採用したため6気筒と比べても重量増はわずかに留まり、最高速度は227km/h、0→60mph加速は6.9秒を記録した。このエンジンはまさにシルキー・スムーズなすばらしいエンジンであり、その後XJサルーンや後継モデルであるXJ-Sにも搭載されて、改良を受けながら20年以上も生産された。もちろんジャガーの伝統どおり、新型エンジンは最初に生産規模の少ないスポーツモデルに搭載し、市場へのテストベンチとする、という役割もシリーズ3は担っていた。当初ジャガーはレーシング・プロトタイプであるXJ13に搭載したツインカムの5.0リットルV型12気筒エンジンをデチューンして、新たなEタイプに搭載しようと考えていたようだ。しかし量産するには機構が複雑すぎることもさることながら、何よりツインカムのヘッドがEタイプの狭いエンジンベイに納まらないことから採用は見送られ、代わりにシングルカムのV型12気筒エンジンを搭載することとなった。
ボディタイプはクーペが廃止されロードスターと2+2の2タイプのみとなった。ロードスターも2+2のシャシを使っていたため、ホイールベースはかなり延長された。その結果ロードスターのラゲッジスペースは拡大され、また従来は2+2でしか選べなかったボルグワーナー製の3速ATがロードスターでも選べるようになった。従来どおりいずれのモデルにも自社製4速MTも用意された。
外装は大きく手直しを受け、シリーズ1のシンプルな美しさはなくなったが、代わりに迫力と豪華さを備えていた。フロントにはメッキの格子状グリルが付いた。その横のバンパーにはアメリカの基準に合わせるべくつけられた不恰好なオーバーライダーがつけられていた。重量増に対応するためタイヤは太くなったが、それを飲み込むためにホイールアーチには前後ともフレアがつけられた。
前照灯には車幅灯が組み込まれたが、それ以外灯火類は大きな変更を受けず、方向指示器も後部の灯火類もそのままシリーズ2のものが用いられた。
室内ではシートが新設計のものとなった。ヘッドレストは国によって義務付けられたり、オプション扱いになったりした。ステアリングはウッドステアリングが廃止になり、代わりに皮巻きのものが取り付けられた。
その他の変更点としては、パワーステアリングが付いたこと、ブレーキのディスクが通風式になったこと、ノーマルの車輪がワイヤーからメッキカバーの付いたスチールホイールへと変更されたこと、などが挙げられる。サスペンションも若干の変更を受けた。
これらの変更を受け大きく姿を変えたEタイプであるがしかしこの時点ですでにかなり旧態化しており、すばらしい新型エンジンはむしろその旧態化したシャシを目立たせてしまう結果となった。折りしも当時はオイルショックのまっただ中であり、時代がスポーツカーには全くの逆風だった。さらに悪いことにはこのときすでにブリティッシュ・レイランド傘下に入っていたジャガーの自動車の品質はかなり落ちており、最大のマーケットであるアメリカにおいて「よく壊れる車」とのレッテルを貼られる羽目に陥ってしまった。これらのことからシリーズ3は失敗作だとするマニアの声は多いようであるが、何物とも比較せずシリーズ3だけを見れば、これは未だにすばらしいパフォーマンスを誇る美しい車であると言える。
2+2クーペは1973年末、ロードスターは1975年2月に製造中止となった。なお最後の50台にはライオンズのサインが入った、ゴールドのプレートが助手席のパネルに張られている。50台のうち49台は特別色のブラックで塗られてラインオフした。最後の1台はジャガー・ヘリテッジ・トラストに展示されている。

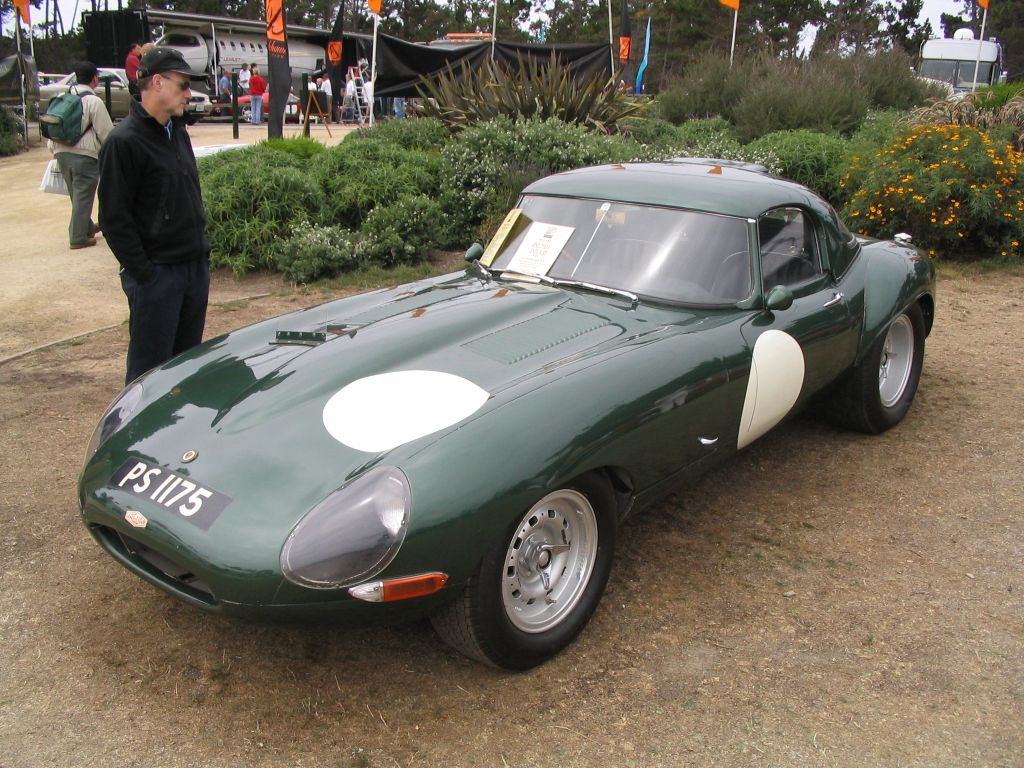
ライトウェイト

## レース参戦
ジャガーはDタイプでル・マン24時間レースを制してスポーティなイメージを高めることに成功したが、Dタイプがあまりにル・マン24時間レースにのみ的を絞ったチューニングだったため他のコースでは思ったほどの成績が上げられず、プライベーターへの売り上げ（Dタイプは一般顧客にも販売された）は伸び悩んでいた。さらにレギュレーションの変更などで出場できる機会の減ったDタイプは過剰在庫となってしまった。打開策として発表されたDタイプのロードゴーイングバージョンたるべきXKSSは、ジャガーのコヴェントリー工場が1957年大火事に見舞われたためごく小数が作られたのみに留まり、治具が失われたためで再生産も不可能となってしまった。この時点でライオンズ会長はレースへの情熱をすっかり失ってしまっており、ジャガーがワークスとしてレースに参戦することに関してかなり消極的であった。一方、ジャガー社内でレース活動を支えてきたロフティ・イングランドやウィリアムズ・ヘインズらは、プライベーターへの後押しという形でレースに参戦することを考えていた。そこでEタイプの生産が始まると市販車はまず上顧客とレーシングドライバーに割り当てられ、結果Eタイプはプライベーターの車輌としてレースに数多く出場し始めた。発表の1ヶ月後にはすでにオウルトンサーキットでのレースに2台が出場し、フェラーリやアストンマーティンといった競争相手を寄せ付けずグラハム・ヒルのドライブで優勝、その性能の高さを示した。

### ロー・ドラッグ・クーペ
プライベーターがレースに参加して得られた情報をもとに、ジャガーはプライベーターに向けた「特別なEタイプ」を開発し始める。これがまず最初に登場したロー・ドラッグ・クーペ（Low Drag Coupe ）であった。
このモデルは、戦闘力を高めるために、マルコム・セイヤーがEタイプ開発の途中で考えていた別のデザイン案を用い、更に空力を追究していた。当初に作られた1台は、軽量化のためノーマルに比べて薄い鋼板を使ってパネルを作られた。しかしこのモデルが完成した後、アルミニウム製ボディでもホモロゲーションを得られることがわかると、この鋼製ボディの1台はしばらくの間ファクトリーで眠ることとなり、後に売却された。ロー・ドラッグ・クーペは3台が作られたが、残りの2台は上記の理由によりアルミニウムボディである。
エンジンは圧縮比を高めた4,235ccエンジンにルーカス製インジェクションを用い、300hp以上を発生していた。

### ライトウェイト
1962年に入り、フェラーリ・250GTOがホモロゲーションを取得してレースに参戦し始めると、その高い戦闘力の前にプライベーターのEタイプは優位性を失い、性急にフェラーリに勝てる車を開発する必要に迫られた。例えば1962年のル・マン24時間レースではブリッグス・カニンガム（Briggs Cunningham ）/ロイ・サルヴァドーリ（Roy Salvadori ）組のフィクスド・ヘッド・クーペ10号車が総合4位、GTクラス3位、ピーター・サージェント（Peter Sargent ）/ピーター・ラムスデン（Peter Lumsden ）組のモディファイド・クーペ9号車が総合5位、GTクラス4位を記録したが、これらはフェラーリ・250GTOより後順であった。アルミニウムボディでホモロゲーションが得られることがわかるとジャガーはボディパネルをアルミニウムで作成し、エンジンや足周りをチューニングしたEタイプライトウェイトを発売することにした。ボディパネルはアビィ・パネルズに注文しそれを組み立てることとなった。エンジンはロー・ドラッグ・クーペと同様ルーカスのインジェクションを備え、これもアルミニウム製となったXK3.8リットルエンジンは300hp以上を発揮、車重は920kgに抑えられており、このスペックは数字の上ではフェラーリ・250GTOを上回った。計12台のライトウェイトが作られて1963年からレースに出場し、また同様のスペックで鋼製ボディのセミライトウェイトモデルも別に2台作られたが、これらのモデルはCタイプやDタイプ程の目覚ましい活躍はできず、1963年のセブリング12時間レースで7、8位、1963年のル・マン24時間レースにブリッグス・カニンガム・チームから3台が出場しうちブリッグス・カニンガム/ボブ・グロスマン（Bob Grossman ）組15号車が総合9位、4リットルクラス優勝をした程度である。
2014年8月、ジャガー・ランドローバーのスペシャル・オペレーション・チームが6台のEタイプを復刻した。